# Куре (город)
Куре́ (яп. 呉市 Курэ-си) — Центральный город в Японии, расположенный в префектуре Хиросима.  Площадь города составляет 353,85 км², население — 228 552 человек (2015), плотность населения — 645,9 чел./км².
Куре известен своей судостроительной промышленностью. Во времена Японской империи здесь размещалась одна из баз Императорского флота. В Куре был построен один из двух крупнейших линкоров Второй мировой войны — линкор «Ямато». Сегодня в городе находится музей посвященный этому кораблю, который входит в число наиболее популярных музеев страны.
В настоящее время Куре остаётся одной из главных баз ВМС Японии.

## География
Куре находится в южной части префектуры Хиросима на берегу Внутреннего Японского моря, Региона Тюгоку.
На западе Куре имеет общую морскую границу с городом Этадзима, а на востоке — с Осакикамидзима.

## Климат
Куре имеет влажный субтропический пояс с жарким летом и прохладными зимами. Осадки довольно значительные (1417 мм в год) в течение года, и самые большие летом (218 мм в июне и 251 мм в июле).
Средняя дневная температура составляет 16,5°С.

## Население
Население города составляет 228 552 человек (2015), а плотность — 645,9 чел./км². Изменение численности населения с 1942 по 2015 годы:
1942 - ~400 000 чел.
1980 - 302 766 чел.
1985 - 293 584 чел.
1990 - 280 429 чел.
1995 - 270 179 чел.
2000 - 259 224 чел.
2005 - 251 003 чел.
2010 - 239 973 чел.
2015 - 228 552 чел.

## Экономика

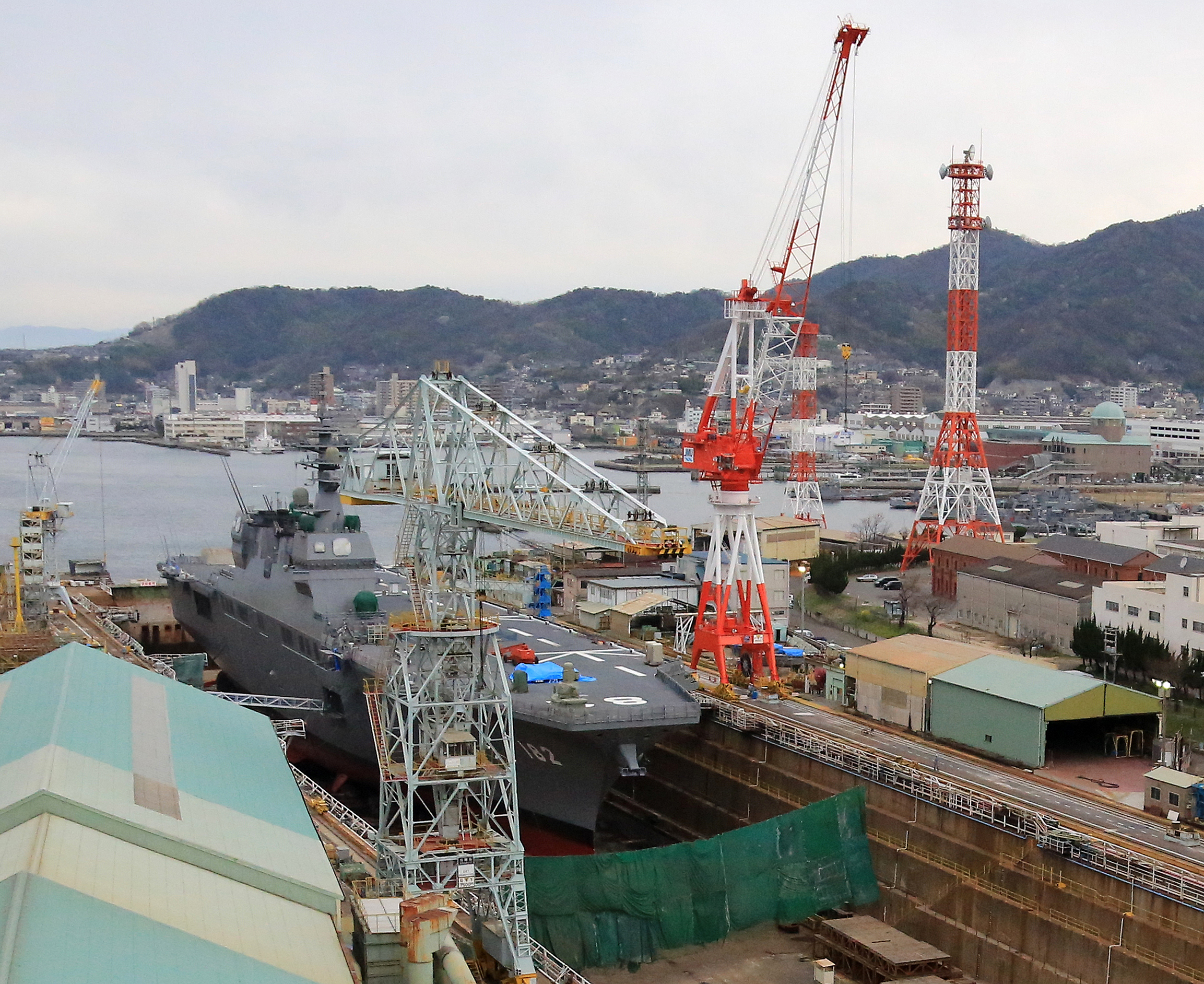
Эскадренный миноносец-вертолётоносец JS Ise в сухом доке № 4 предприятия «Куре кодзё», принадлежащего компании Japan Marine United

К началу Второй мировой войны Куре был одним из крупнейших центров японского военно-промышленного комплекса. Его главными областями деятельности были тяжёлая промышленность и судостроение. После 1948 года началась демилитаризация городской экономики, однако отраслевое распределение осталось без перемен. В начале XXI века в Куре работают судостроительное предприятие «Куре кодзё», принадлежащее компании Japan Marine United, металлургические заводы компаний «Йодогава», «Ниссин» и машиностроительный завод предприятия «Бабкок-Хитачи».
Кроме традиционной для Куре тяжёлой промышленности, в городе работают предприятия легкой — бумажный завод «Одзи» и завод по изготовлению посуды и металлических деталей «Дайкуре». Также здесь действуют фабрики по изготовлению электротоваров корпораций «Мицутоё» и «Диско».
В Куре расположенные региональный филиал Национального института передовой промышленности и технологий и Западный центр промышленности и технологий префектуры Хиросима, которые занимаются разработкой и воплощением технологических инноваций.
Традиционными ремеслами Куре, развившимися ещё в XVII—XIX веках, считаются производство сакэ, точильных камней и напильников. Japan Marine United, (ранее IHI Marine United), имеет верфь в городе. Disco Corporation, имеет 3 завода в городе.
Также в городе имеют здания компании:
- Nisshin Steel
- Yodogawa Steel Works
- Mitsubishi Hitachi Power Systems
- Sailor Pen Company
- Mitutoyo
- Oji Paper Company

## Культура
- Сад сосновых волн (松濤園) — музейно-парковый комплекс в Симо-Камагари
- Павильон любования волнами (観瀾閣) — памятка архитектуры национального значения в Симо-Камагари
- Музей Линкора Ямато (непереведен)

## Символика
Деревом города считается дуб, а цветком — камелия.